# Hyperaea sanguinea
Hyperaea sanguinea là một loài ruồi trong họ Tachinidae.